# Luboš Kozel
Luboš Kozel  est un footballeur tchèque né le 16 mars 1971 à Vlašim. Il évoluait au poste de défenseur.

## Biographie

### En club
Luboš Kozel joue en Tchéquie et en Hongrie. Il évolue notamment au Slavia Prague de 1993 à 2001, club avec lequel il est champion de Tchéquie en 1996.
Il dispute un total de 171 matchs en première division, inscrivant 12 buts. Il joue également cinq matchs en Ligue des champions, 23 en Coupe de l'UEFA, et six en Coupe des coupes. Il est demi-finaliste de la Coupe de l'UEFA en 1996, en étant battu par les Girondins de Bordeaux.

### En équipe nationale
International tchèque, il reçoit neuf sélections pour un but en équipe de Tchéquie de 1995 à 1998,.
Il joue son premier match en équipe nationale le 13 décembre 1995 contre le Koweït en amical (victoire 2-1).
Il marque un but le 20 août 1997 contre les îles Féroé (victoire 2-0), dans le cadre des qualifications pour le mondial 1998.
Il participe à la Coupe des confédérations 1997, jouant deux matchs, contre l'Uruguay et le Brésil.
Son dernier match en équipe nationale a lieu le 22 avril 1998, contre la Slovénie en amical (victoire 3-1).

## Entraîneur
Il dirige les joueurs du Dukla Prague de décembre 2009 à mai 2016.

## Palmarès

### Joueur
Avec le Slavia Prague :
- Champion de République tchèque en 1996.
- Vainqueur de la Coupe de Tchéquie en 1997, 1999 et 2002.

Avec Újpest :
- Vainqueur de la Coupe de Hongrie en 2002.

### Entraîneur
Avec le Dukla Prague :
- Vainqueur de la 2e division tchèque en 2011.